# Ararat
Góra Ararat (orm. Արարատ, hebr. ‏אררט‎, tur. Ağrı, pers. ‏آرارات‎) – masyw wulkaniczny leżący w centrum Wyżyny Armeńskiej między jeziorami Wan i Sewan, na terytorium Turcji, 32 km od granicy z Armenią i 16 km od granicy z Iranem.
Masyw górski zajmuje powierzchnię ok. 1000 km² i składa się z dwóch szczytów: Wielkiego – 5137 m n.p.m. i Małego Araratu 3896 m n.p.m. Na obydwu wierzchołkach zalegają lodowce. Wyższy wierzchołek wznosi się ponad 3000–4400 metrów względem otaczających górę równin – to wysokość względna większa niż w przypadku Mount Everestu.

## Nazwa
Według jednej z licznych wersji, nazwa góry pochodzi od Ary – bożka z epoki brązu. Ara był bogiem śmierci oraz odrodzenia. Góra została nazwana na jego cześć ze względu na zmiany zachodzące na stokach pomiędzy „martwą” zimą a „żywą” wiosną.

## Historia
Od ludobójstwa Ormian w roku 1915, tereny wokół Araratu zamieszkane są przez napływową ludność turecką i kurdyjską.
Pierwszego wejścia na szczyt dokonali Friedrich Parrot i Chaczatur Abowian w 1829 r. Pierwszym Polakiem (i jednym z pierwszych Europejczyków), który wszedł na szczyt Araratu (18 sierpnia 1850) był Józef Chodźko – polski topograf i geodeta w służbie rosyjskiej. Pierwszą kobietą, która zdobyła Ararat była Julia Młokosiewicz (sierpień 1889), córka Ludwika Młokosiewicza. III polskiego wejścia na biblijny wierzchołek, drogą od południa, dokonali dopiero w 1967 r. Andrzej Kuś, Andrzej Mróz, Maciej Popko i Jerzy Tuszyński.

## Turystyka
Góra znajduje się w strefie zmilitaryzowanej (pod koniec lat 50., po wejściu Turcji do NATO, Amerykanie zbudowali w masywie stację radarową). Wejście na Ararat wymaga uzyskania zezwolenia i możliwe jest tylko w zorganizowanej grupie.

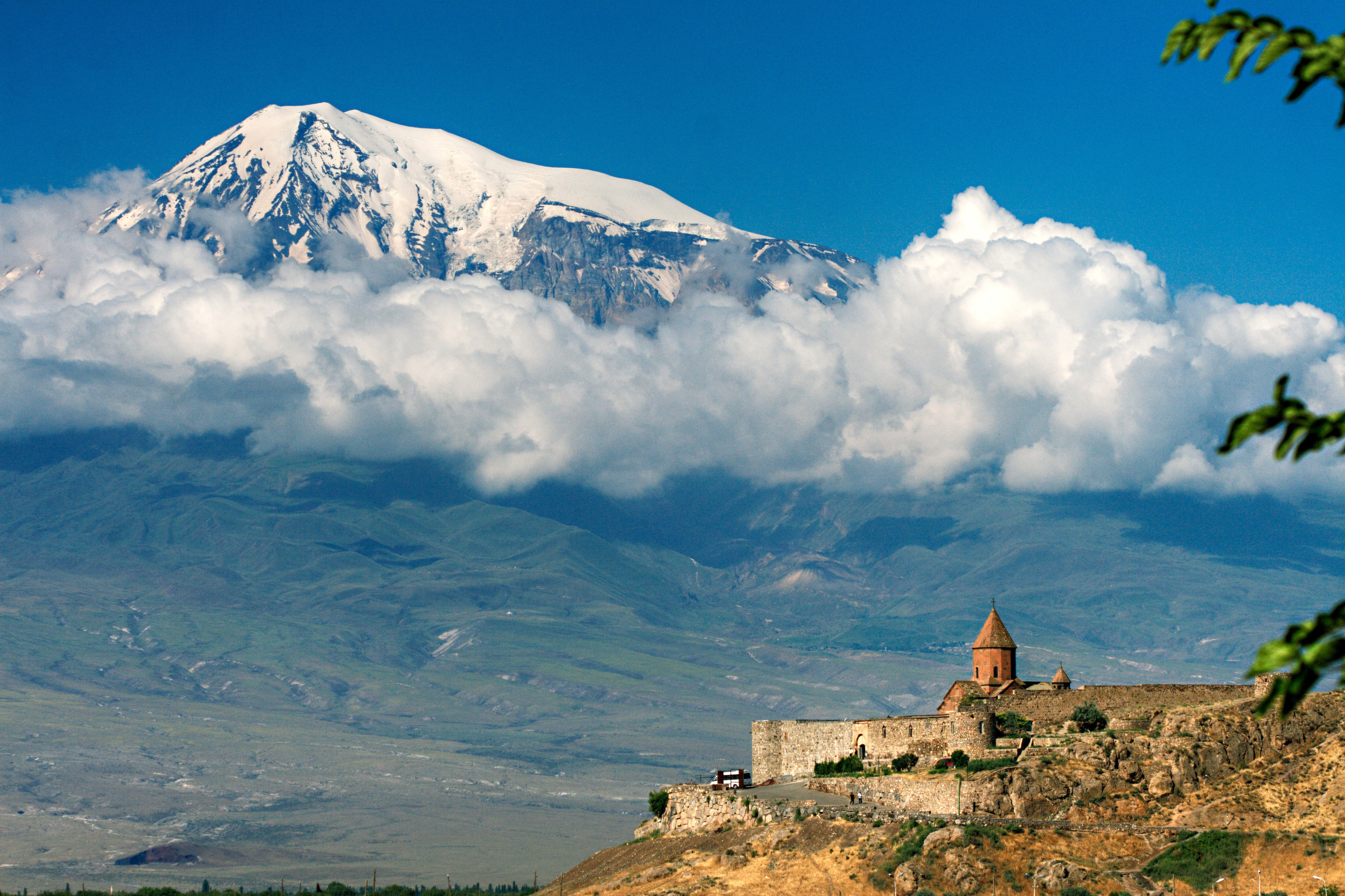
Ormiański klasztor Chor Wirap w Armenii na tle Araratu

## W kulturze
W Biblii góry Ararat (które utożsamia się z górami Urartu) wskazane są jako miejsce spoczynku Arki Noego po Potopie. W hinduskich wersjach opowieści o Potopie arka osiada na szczytach Himalajów.

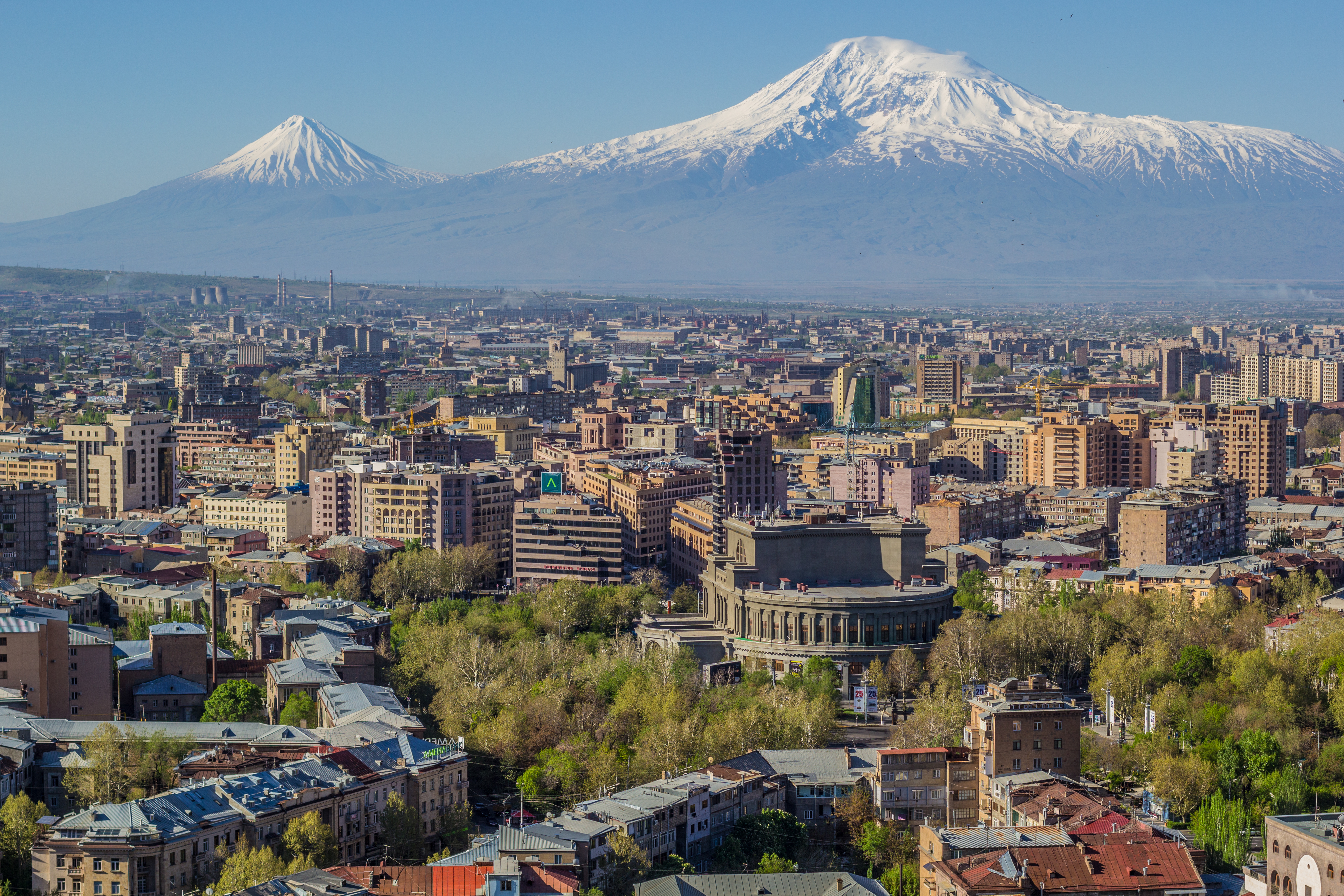
Ararat widziany z Erywania

Góra Ararat, w języku urzędowym nazywana Masis (Մասիս), jest symbolem Armenii, wyeksponowanym pośrodku jej godła i częstym motywem w sztuce. Góra, położona na historycznie ormiańskich terenach, chociaż obecnie poza terytorium kraju, jest głęboko zakorzeniona w świadomości Ormian. Jest obecna w ich literaturze i sztuce. Ararat jest widoczny ze stolicy Armenii – Erywania.